# Ticul
Ticul är en ort i Mexiko.   Den ligger i kommunen Ticul och delstaten Yucatán, i den östra delen av landet, 1 000 km öster om huvudstaden Mexico City. Ticul ligger 30 meter över havet och antalet invånare är 30 282.
Terrängen runt Ticul är platt. Runt Ticul är det ganska glesbefolkat, med 31 invånare per kvadratkilometer. Ticul är det största samhället i trakten. Omgivningarna runt Ticul är en mosaik av jordbruksmark och naturlig växtlighet.